# 국도 제17호선 (일본)
국도 제17호선(일본어: 国道17号)은 일본 도쿄도 주오구부터 니가타현 니가타시 주오구에 이르는 총 연장 458.7 km, 실제 연장 393.1km, 현도 286.5km의 구간을 각각 이루고 있는 일본의 일반 국도이다.

## 주요 경유지
- 도쿄도
  - 주오구 - 지요다구 - 분쿄구 - 도시마구 - 기타구 - 이타바시구

- 사이타마현
  - 도다시 - 와라비시 - 사이타마시 (미나미구 - 우라와구 - 주오구 - 오미야구 - 기타구) - 아게오시 - 오케가와시 - 기타모토시 - 고노스시 - 교다시 - 구마가야시 - 혼조시 - 고다마군 가미사토정

- 군마현
  - 다카사키시 - 후지오카시 - 다카사키 시 - 마에바시시 - 시부카와시 - 누마타시 - 도네군 미나카미정

- 니가타현
  - 미나미우오누마군 유자와정 - 미나미우오누마시 - 우오누마시 - 나가오카시 - 오지야시 - 나가오카 시 - 미쓰케시 - 산조시 - 쓰바메시 - 니가타시 (미나미구 - 니시구 - 주오구)

## 갤러리

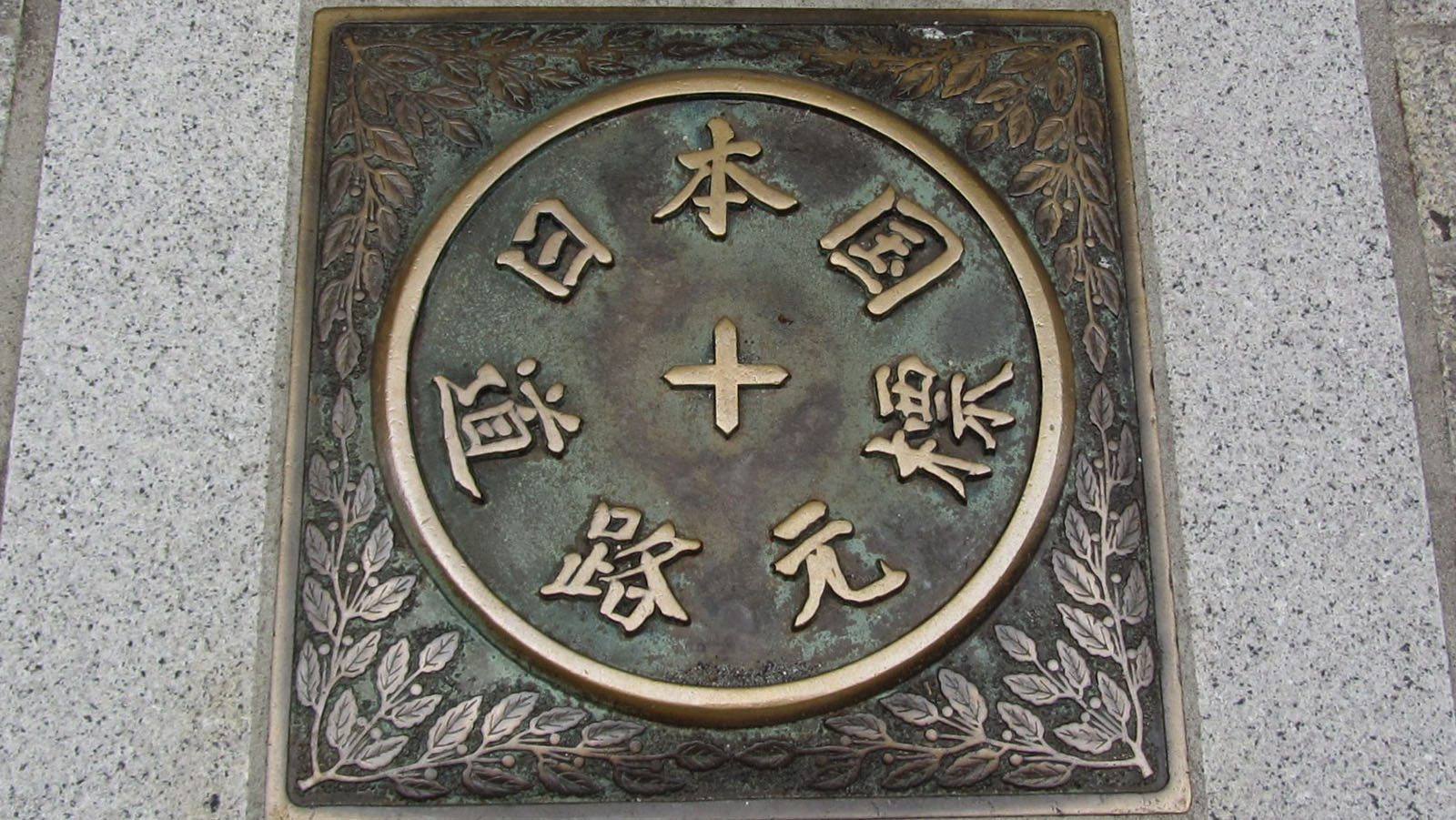
도로원표가 설치된 니혼바시 전경 그래서 이곳은 일본 17번 국도의 기점임.
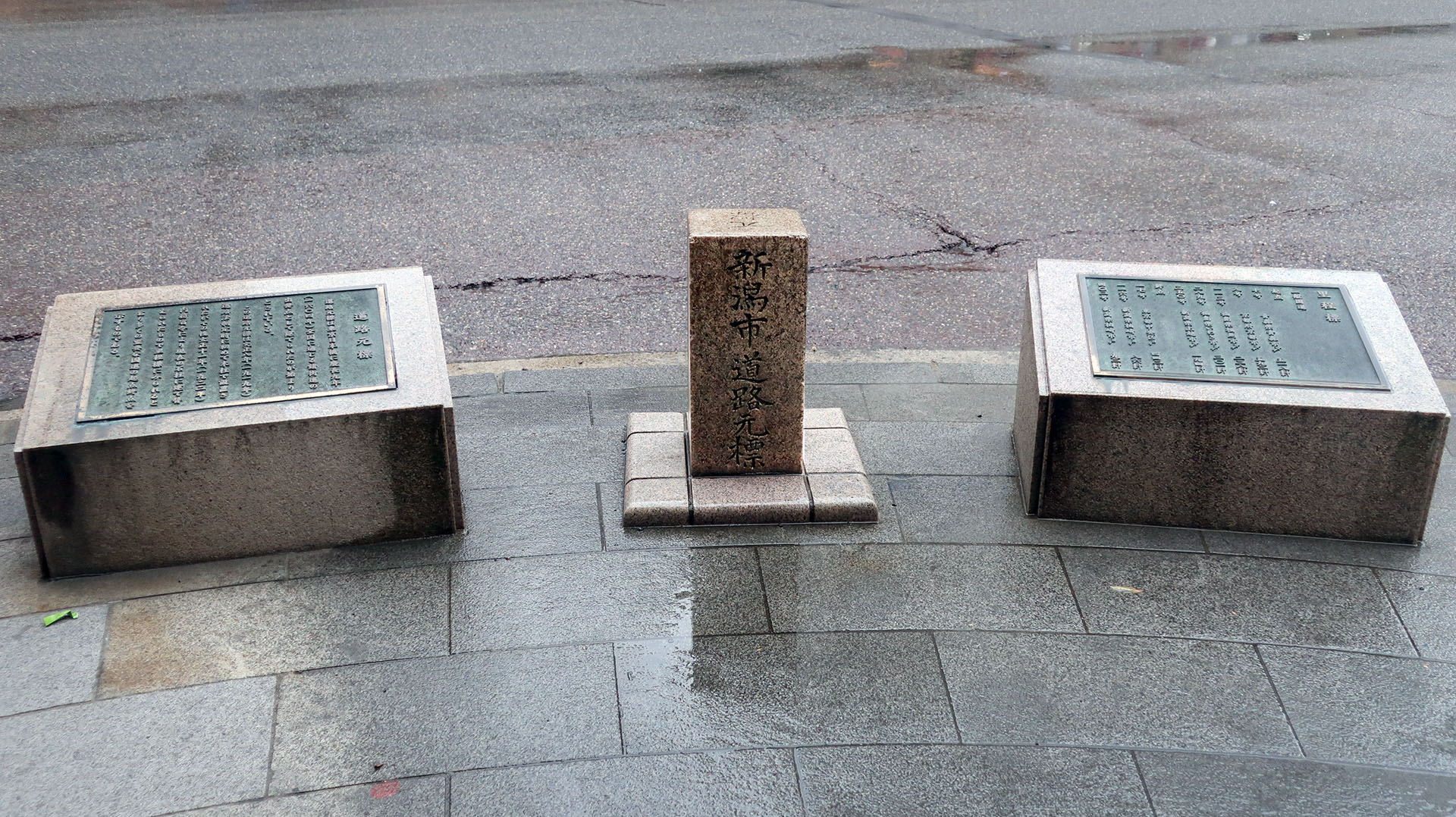
니가타현 니가타시 주오구에 소재하고 있는 혼초 교차로 전경. 이곳도 역시 도로원표임.
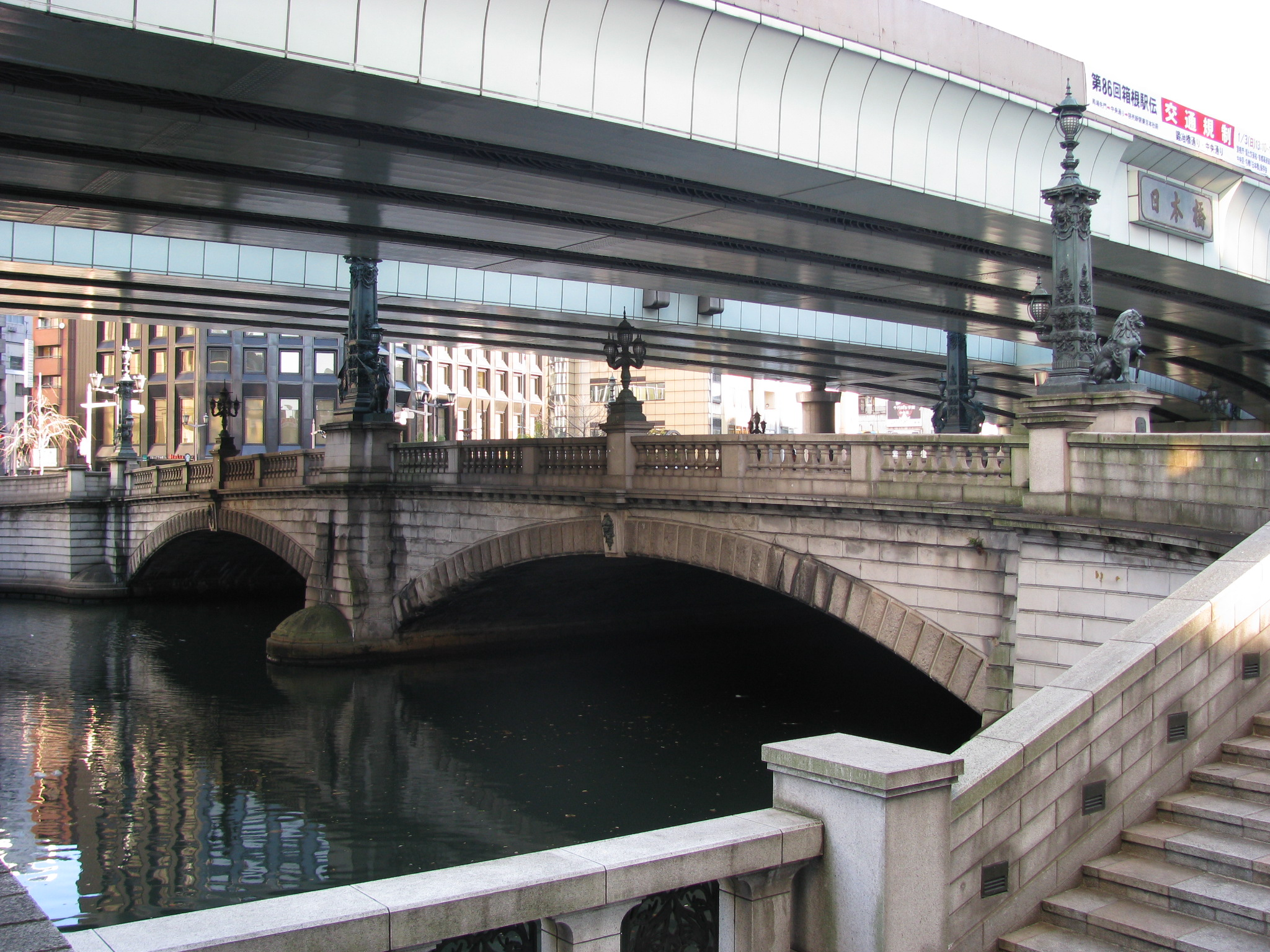
도쿄도 주오구 니혼바시 (기점)
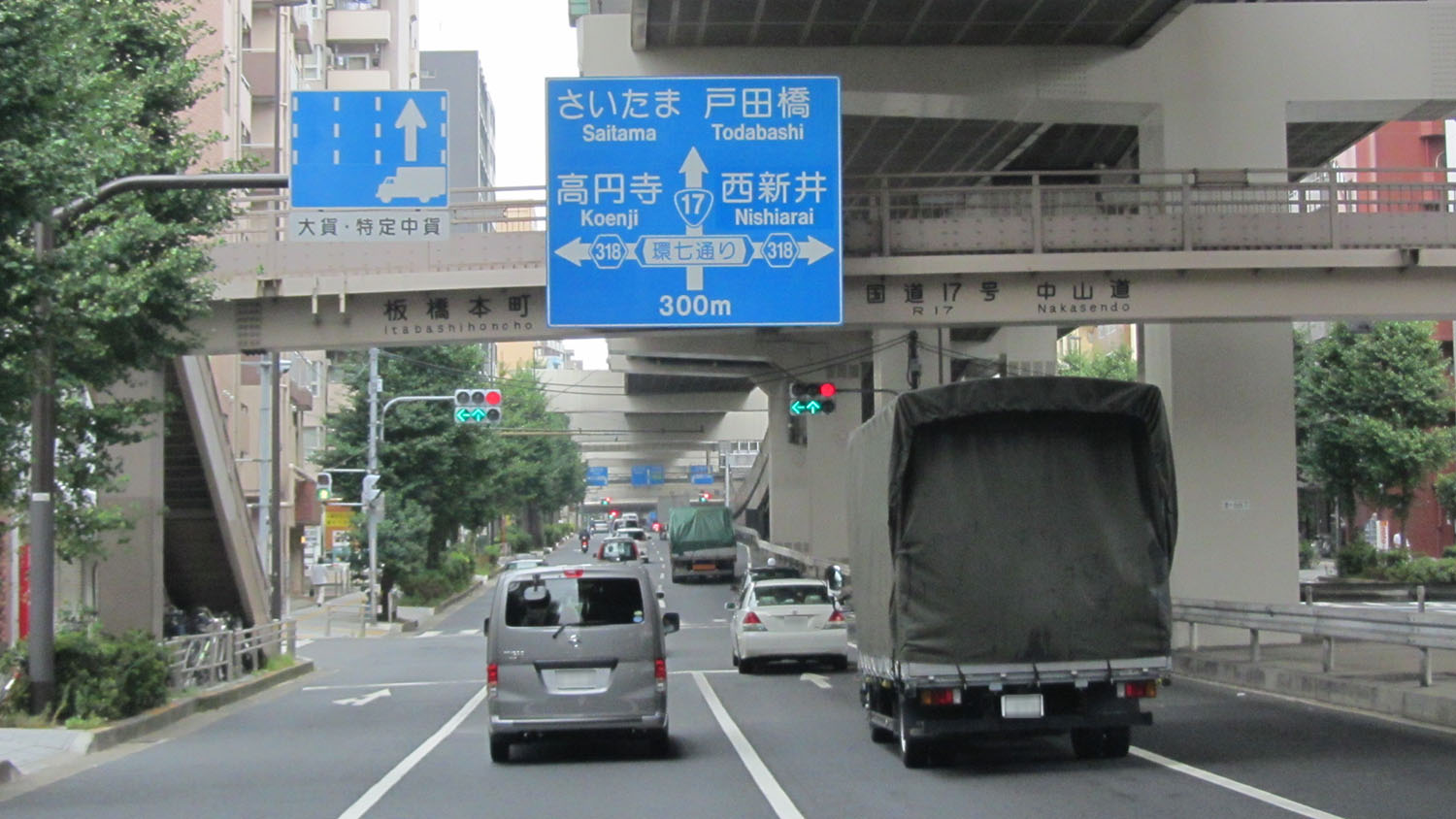
도쿄도 이타바시구 야마토초 이타바시혼초 역 부근
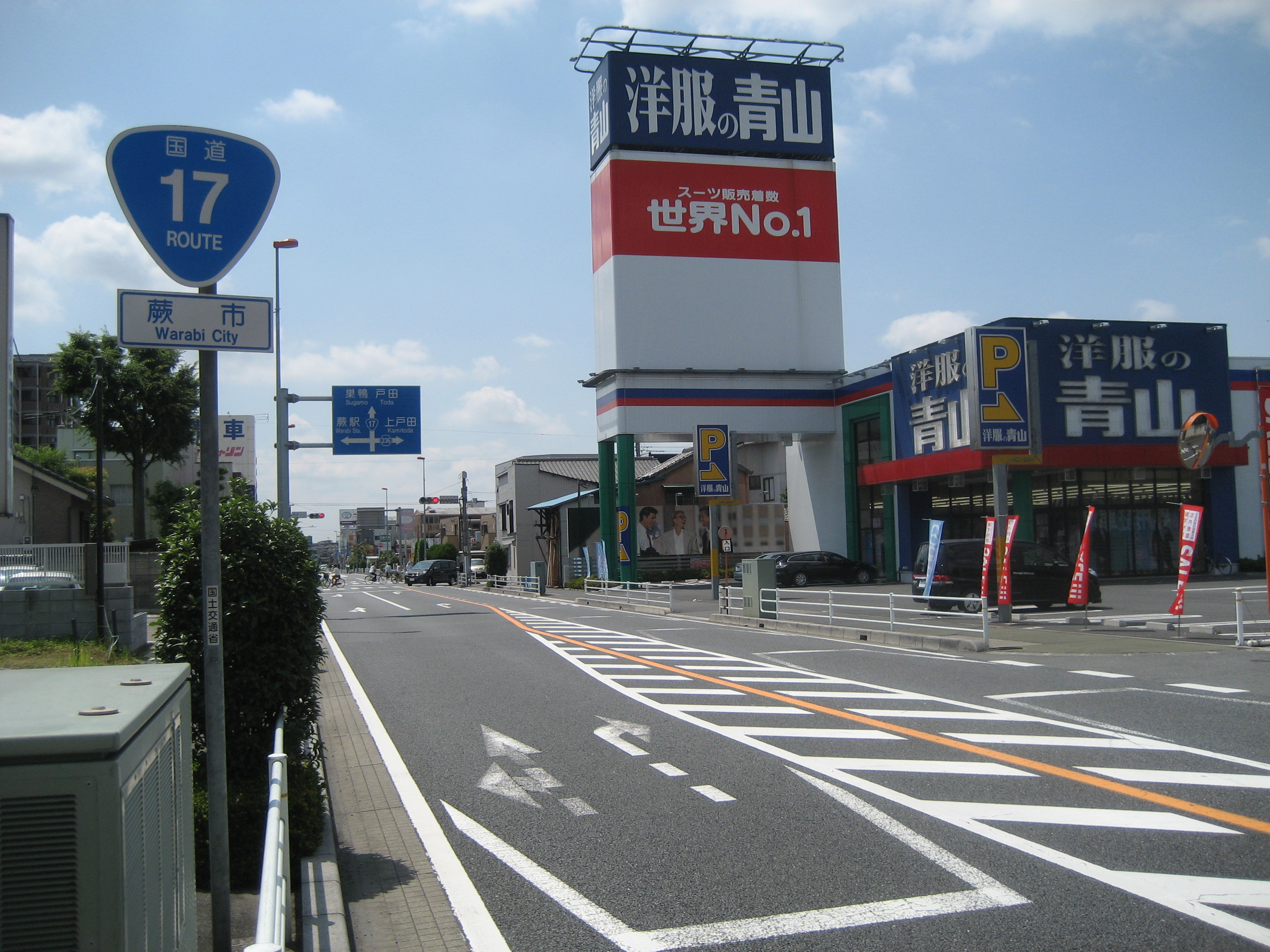
사이타마현 와라비시 내부를 관통하고 있는 모습 (2012년 8월)
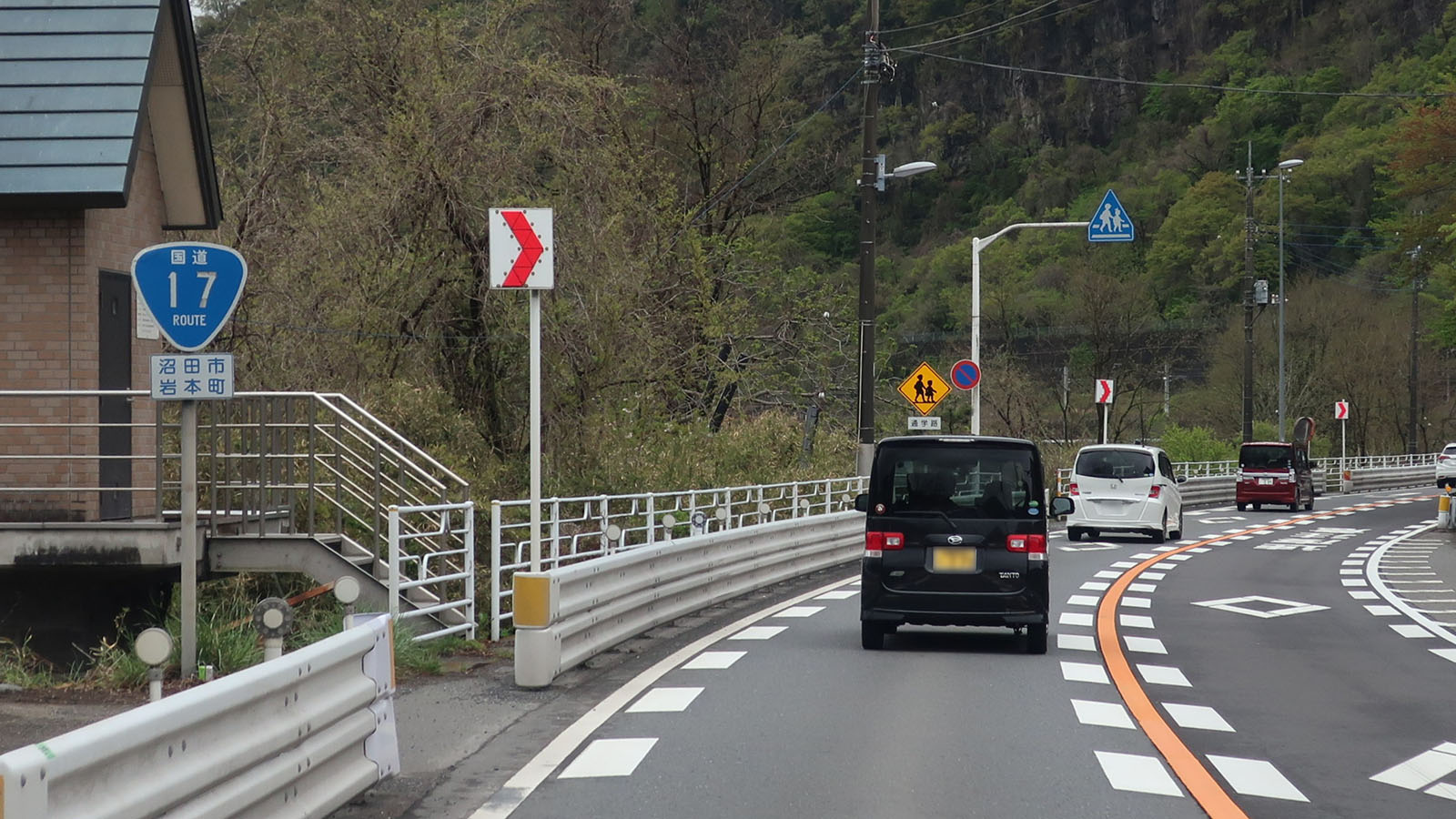
군마현 누마타시 이와모토마치 (2019년 4월)
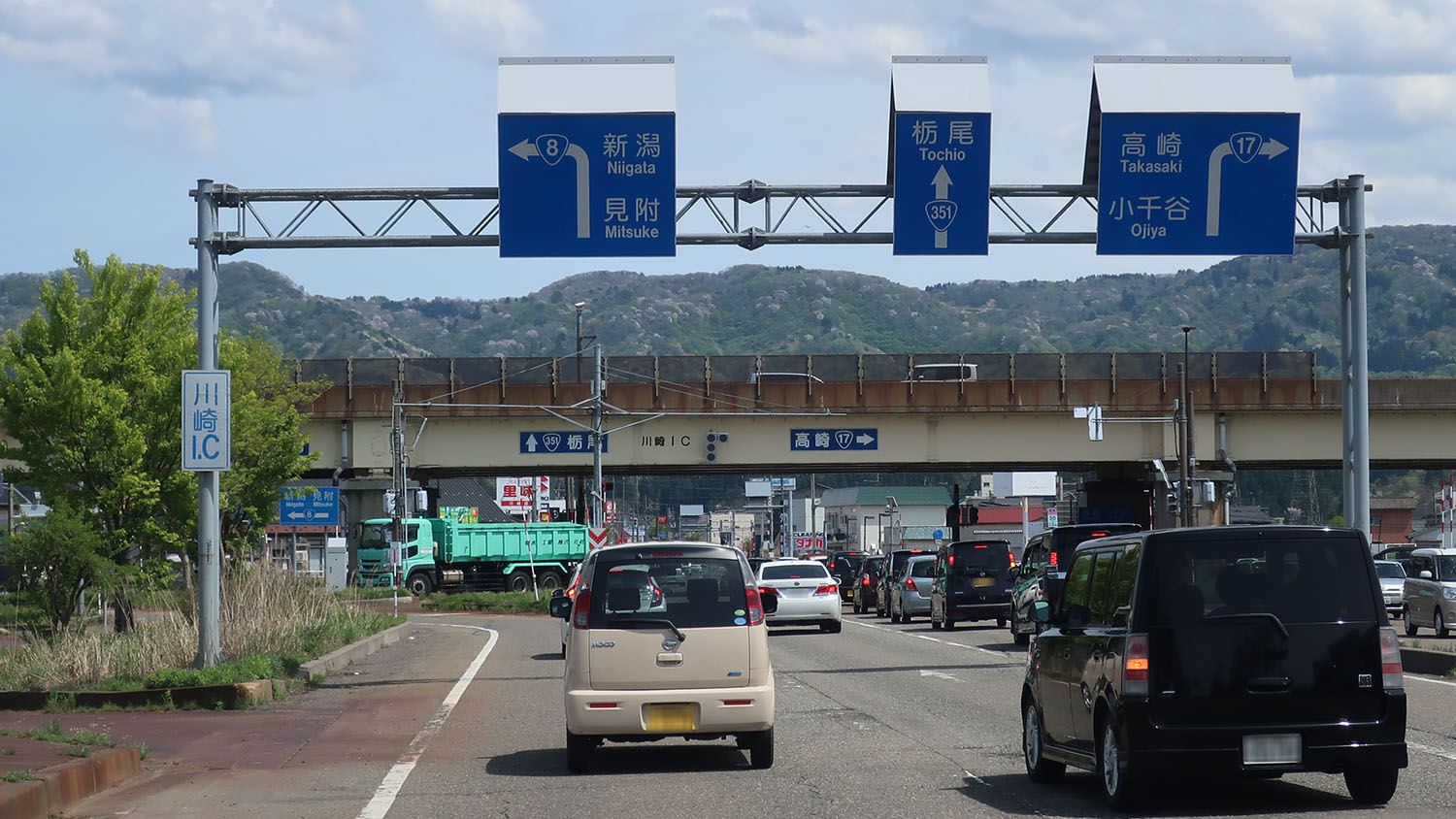
종점까지 겹치는 구간, 8번 국도와 분기 니가타현 나가오카시 가와사키IC 인근
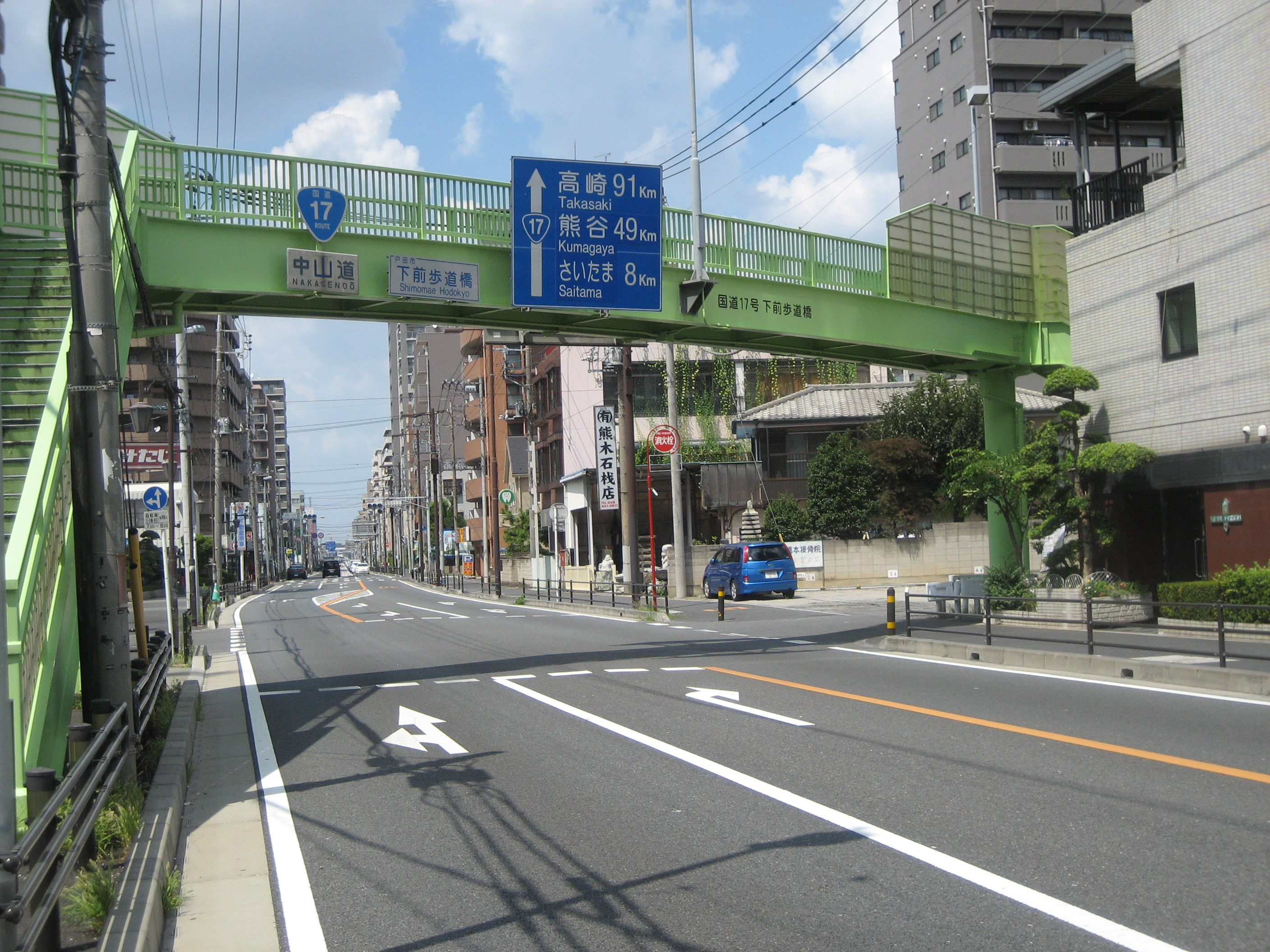
통칭이기도 하는 나카센도의 표지 사이타마현 도다시의 시내 구간으로 관통되어 있는 모습 (2012년 8월)
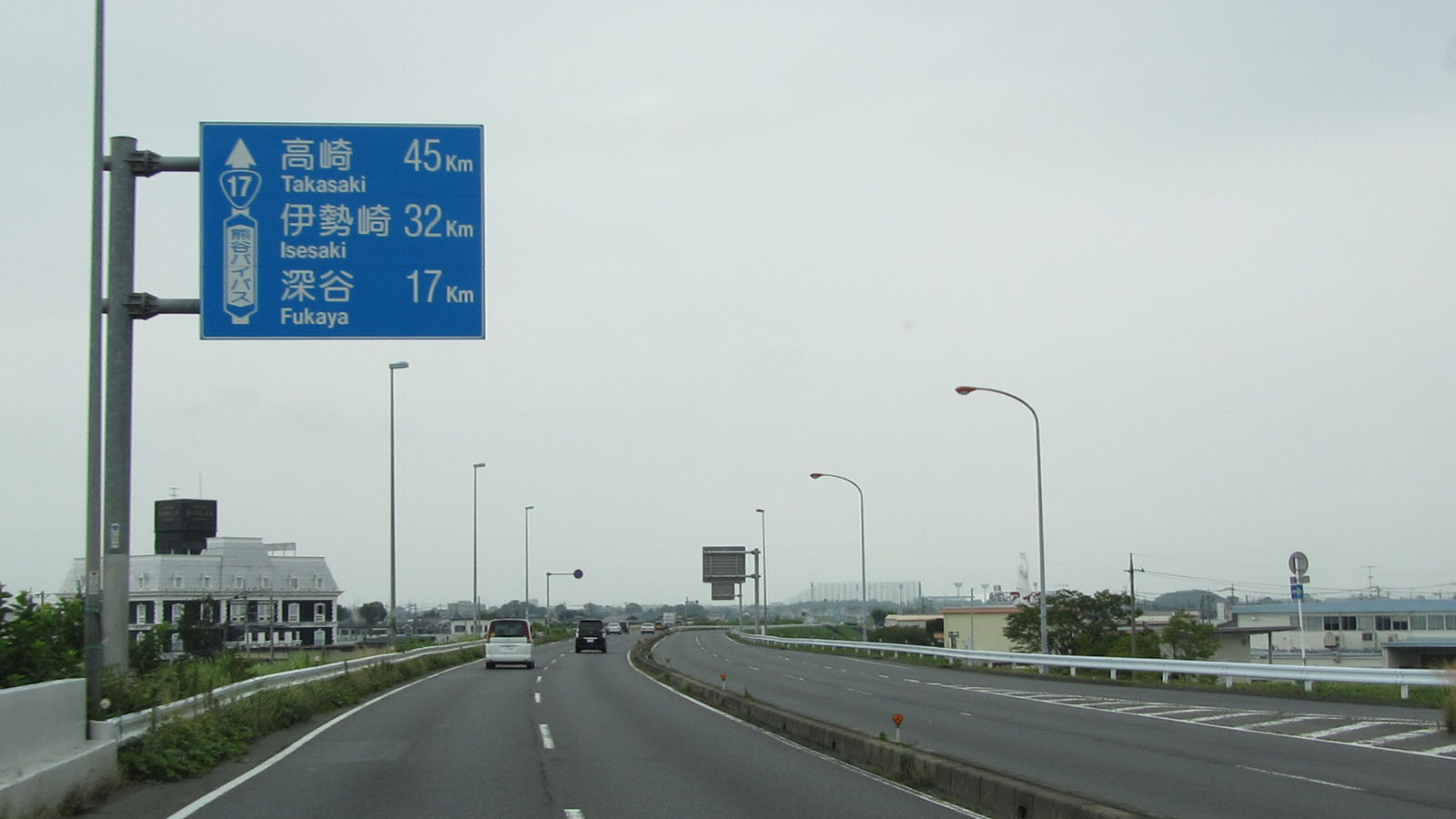
구마가야 바이패스 사이타마현 교다시 모치다
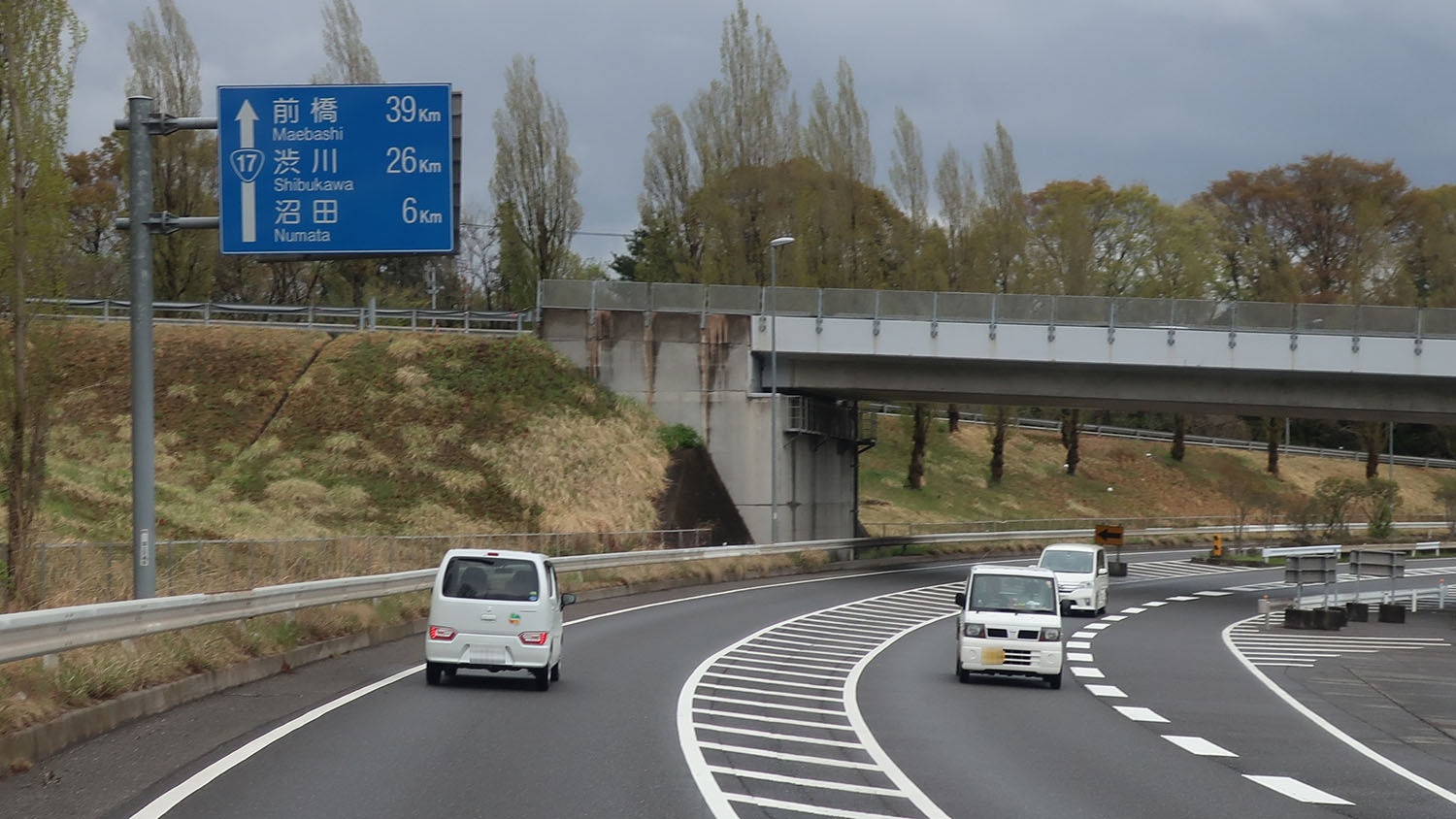
쓰키요노 바이패스 군마현 도네군 미나카미마치 마니와
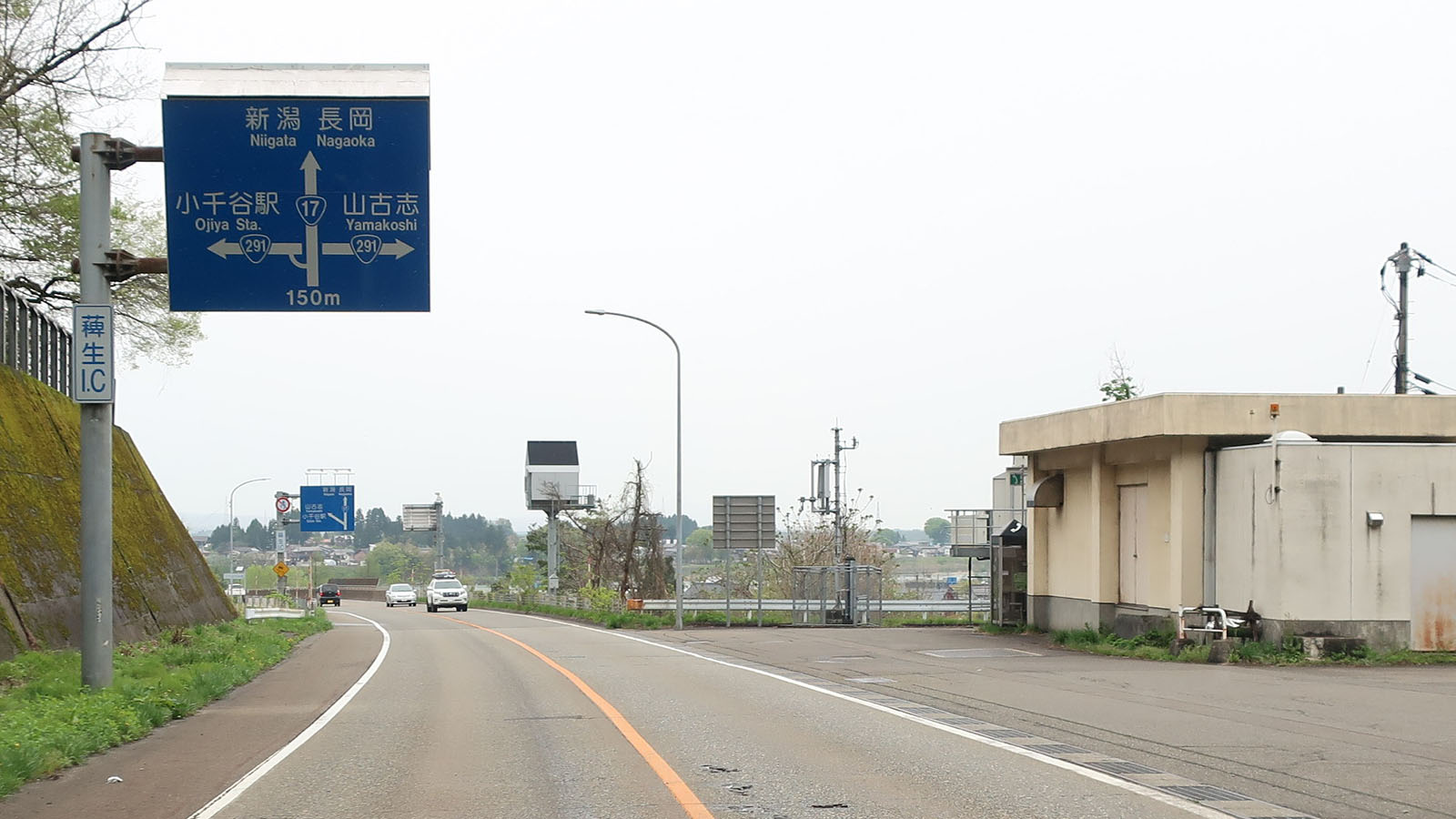
오지야 바이패스 니가타현 오지야시
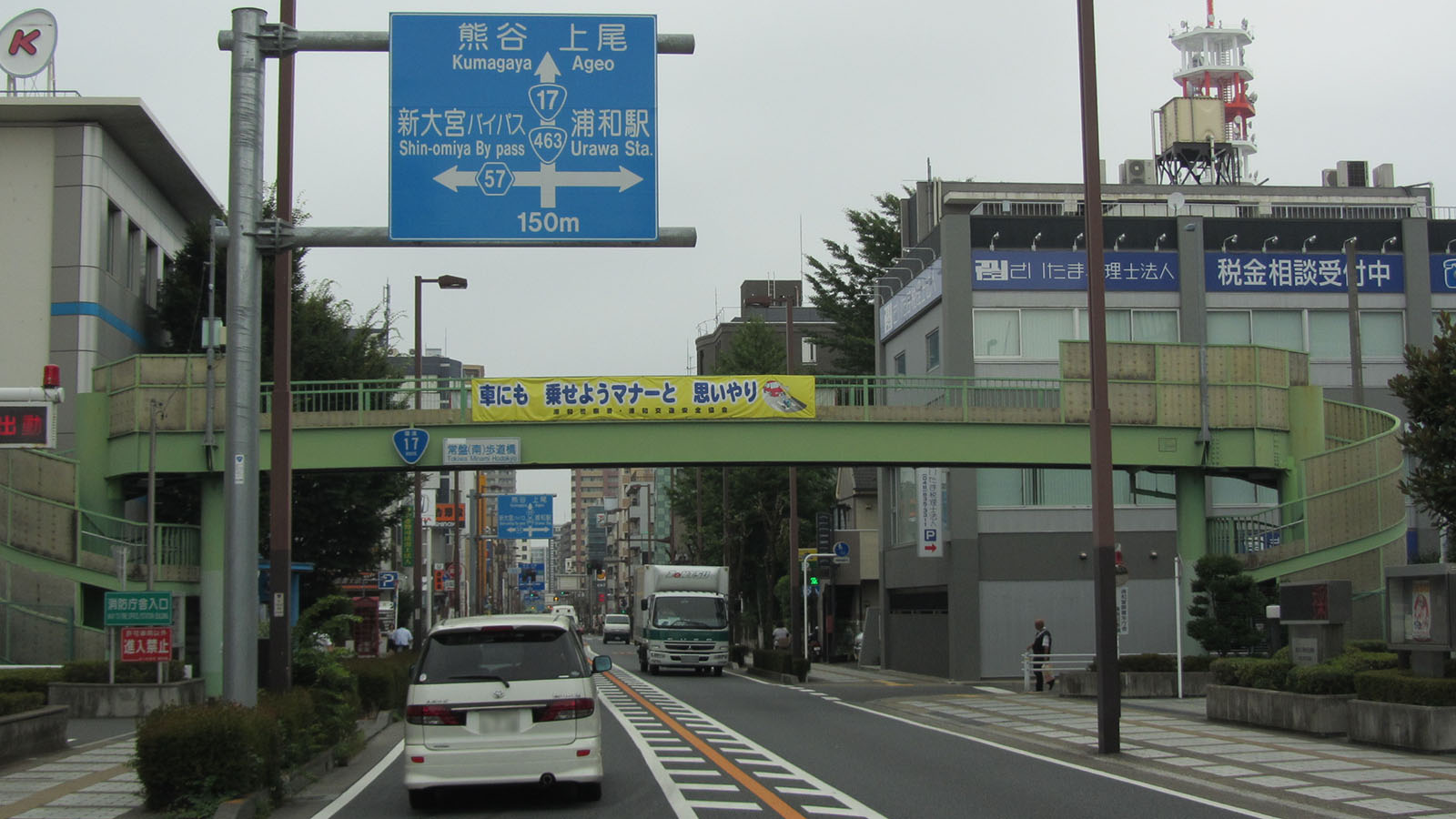
463번과의 중복 구간 사이타마현 사이타마시 우라와구 도키와
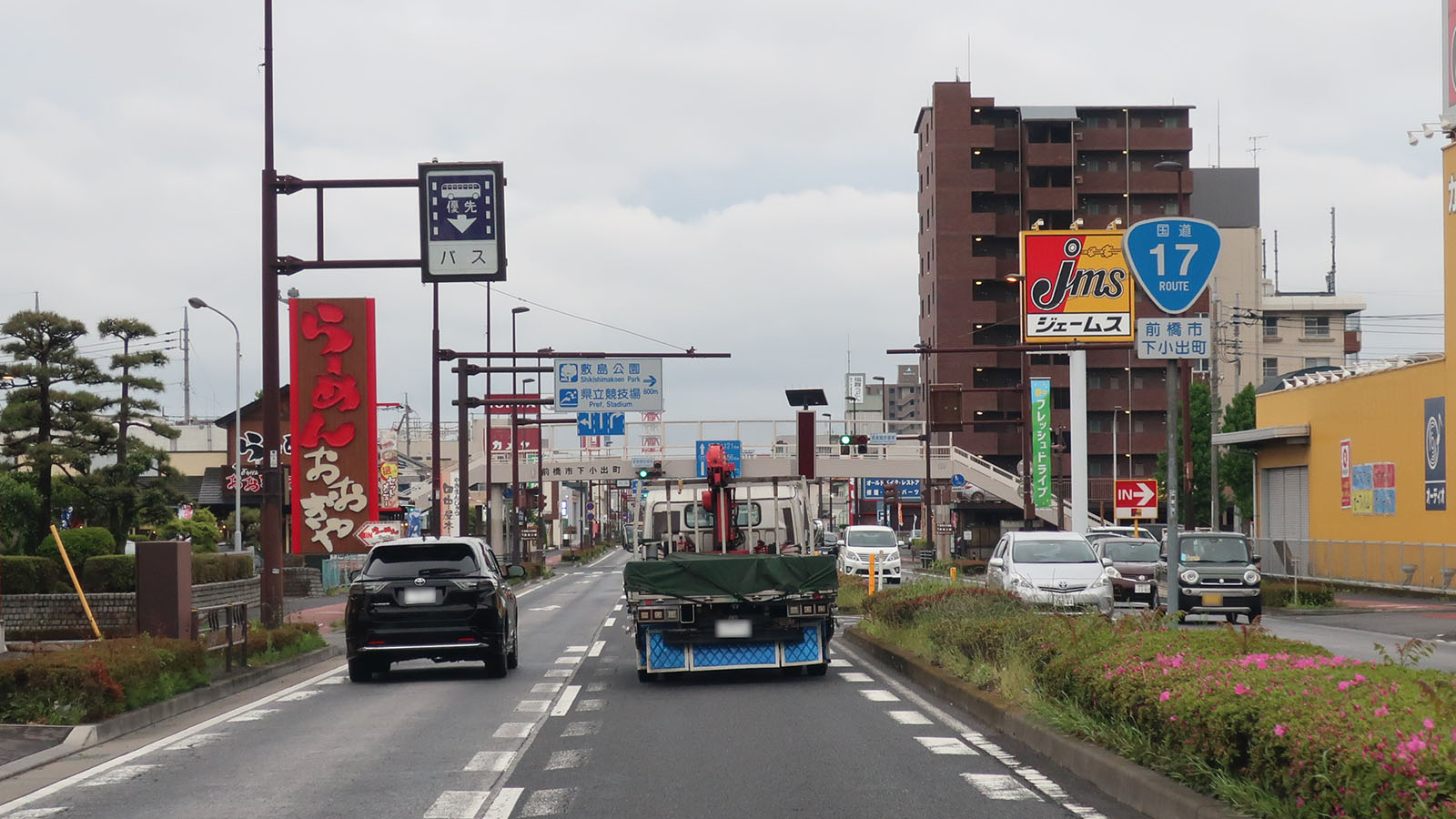
군마현 마에바시시 시모코이데마치 (2019년 4월)

## 같이 보기
- 조에쓰 신칸센
- 도호쿠 본선, 다카사키선, 조에쓰선, 신에쓰 본선
- 혼초 교차로
- 니혼바시